# Historielied op Catharina van Aragon
Het lied Een liet met droeuicheden / Sal ick v doen ghewach, ook bekend onder het opschrift 'Een nyeu liedeken van die Coninghinne van Enghelant', is een zestiende-eeuws Nederlandstalig historielied op Catharina van Aragon'. Het is opgenomen in het Antwerps liedboek, een verzamelwerk met Nederlandstalige liederen, gedrukt in Antwerpen in 1544.
Het gaat om een afscheidslied: een lied waarin een belangrijk persoon, meestal een vorstin, op haar sterfbed afscheid neemt van haar geliefden. Ook deze liedtekst vestigt de aandacht op de meest invloedrijke familieleden van de stervende koningin, op haar goede eigenschappen en haar vroomheid. De vorstin in wier mond dit lied gelegd wordt, is Catharina van Aragon (1485-1536), zoals het bovenschrift al doet vermoeden koningin van Engeland door haar huwelijk met koning Hendrik VIII van Engeland (1491-1547).

## Historische achtergrond
Gedurende hun huwelijk, dat zo'n twintig jaar standhield, kregen Hendrik en Catharina zes kinderen, maar slechts één daarvan, Mary Tudor, bleef leven; hun andere kinderen werden dood geboren of stierven zeer kort na hun geboorte. Omdat de kans op een mannelijke erfgenaam en troonopvolger steeds kleiner leek te worden, besloot Hendrik van zijn vrouw te scheiden om te kunnen trouwen met de jongere Anna Boleyn.
De paus – degene die volgens de katholieke leer dit huwelijk officieel moest ontbinden – keurde de scheiding echter af. Hierop riep Hendrik zichzelf in 1533 uit tot hoofd van de Anglicaanse Kerk en scheurde zich af van het katholieke geloof. Hij liet zijn huwelijk ongeldig verklaren en verbande Catharina van het koninklijke hof. Ze bracht de laatste jaren van haar leven door op Kimbolton Castle en stierf op 7 januari 1536.

## Inhoud
In dit lied neemt de ongelukkige koningin afscheid van een aantal van haar belangrijkste familieleden. Bij naam genoemd worden haar neef Karel V, op dat moment keizer van het Heilige Roomse Rijk; zijn jongere broer Ferdinand, toen koning van Bohemen en Hongarije en sinds 1531 ook de troonopvolger voor de keizerstitel; zijn zus Maria, landvoogdes van de Nederlanden en vrouw van koning Lodewijk II van Hongarije; en ten slotte hun zus Eleonora, toen koningin van Frankrijk door haar huwelijk met koning Frans I.
De auteur van het lied blijft grotendeels trouw aan de historische feiten, maar kiest wel zeer duidelijk partij voor Catharina, die beschreven wordt als de vrome, geliefde koningin van Engeland – een titel die de schrijver blijft hanteren, ondanks het feit dat Catharina door Hendrik VIII gedegradeerd was tot prinses van Wales. Aangezien de Nederlanden tot het rijk van de Habsburgse keizer Karel V, haar neef, behoorden, is deze sympathie niet verwonderlijk. 
De beslissing van Hendrik VIII om van zijn vrome katholieke vrouw, die dan ook nog Karels tante was, te scheiden ten voordele van zijn jongere minnares zal hem niet populair gemaakt hebben op het vasteland. De Engelse vorst wordt door de dichter dan ook duidelijk afgeschilderd als een onbetrouwbare rokkenjager zonder hart.
Wel opvallend is dat in de passages waar de koningin zelf aan het woord gelaten wordt, ze zich redelijk mild en vergoelijkend opstelt tegenover haar man: ze wijt zijn beslissing aan slecht advies.